# Tu n'en reviendras pas
Tu n'en reviendras pas est un poème de Louis Aragon, ainsi qu'une chanson composée et chantée par Léo Ferré, et éditée par les disques Barclay en 1961.
Ce poème en alexandrins écrits d'une manière régulière, est directement inspiré de la vie du poète, médecin militaire auxiliaire en 1918 pendant la Première Guerre mondiale. Témoignage sur la tragédie sans nom de la guerre, il est publié en 1956 dans Le Roman inachevé.

## Le poème

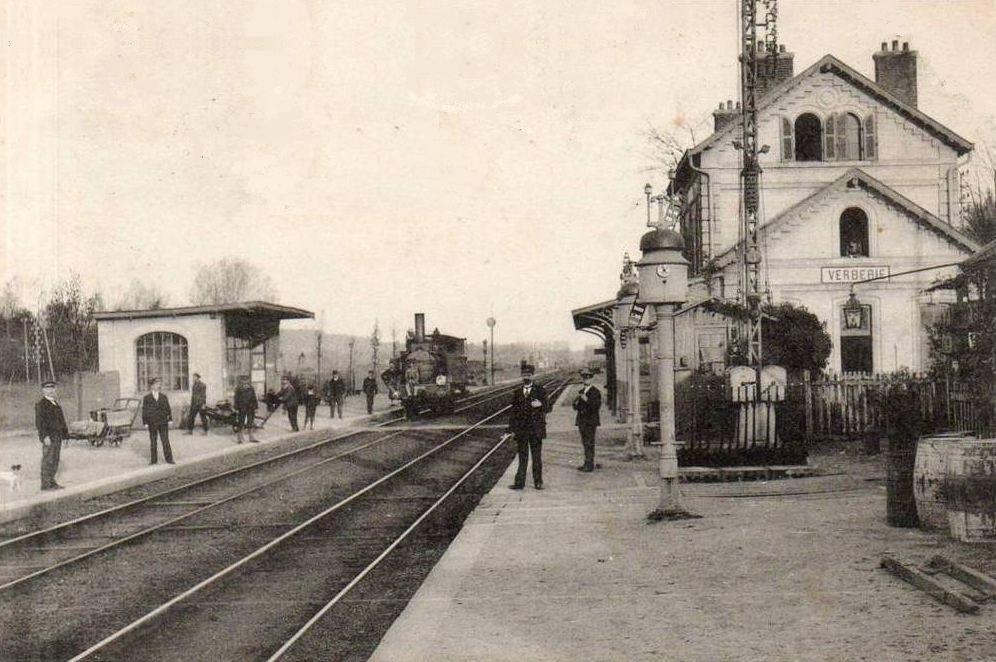
Gare de la Verberie, dans l'Oise, début du XXe siècle. C'est de cette gare que Louis Aragon prit le train pour le Front avec son régiment.

Le poème chanté est extrait d'un autre poème beaucoup plus long intitulé : « Les ombres se mêlaient et battaient la semelle » paru en 1956 dans Le Roman inachevé sous le chapitre « La guerre et ce qui s’ensuivit » ,. Ce texte évoque le départ des soldats pour le Front de la Première Guerre mondiale,, les horreurs qui s'ensuivirent ainsi que la condition humaine.
Aragon construit ici un « fraternel » monument aux morts car tous ces conscrits disaient en partant : « Je reviendrai » ou « À mon retour », selon son biographe Pierre Juquin. Il use du procédé du tutoiement, nous les rend proches, même familiers et vivants paradoxalement dans l'instant présent. C'est toi « qui ne reviendras pas », écrit-il.
Selon Pierre Juquin, ce texte est donc une « complainte à hauteur d'homme » d'un poète qui fut adjudant-médecin et qui a connu des cœurs chauds, abimés : « Jeune homme dont j'ai mis le cœur à nu » (ce jeune homme anéanti par une blessure terrible), soigné les chairs blessées. Et chaque mort fut évidemment pour lui unique. De même plus loin : « Quand j'ai déchiré ta chemise » évoque le brancardier que fut aussi ce poète, afin de voir ce soldat blessé et le soigner enfin. Il fait également allusion aux « Gueules cassées », blessés défigurés.
Un regard mélancolique empreint de cauchemars accompagne ses compagnons d'armes : « On part Dieu sait pour où, ça tient du mauvais rêve » car « Les bonshommes là-bas attendent la relève ».

## La chanson

### Genèse
Lorsqu'il composait une chanson, Léo Ferré se mettait au piano, le recueil posé devant lui, et la jouait, chantant dans la foulée. Soit cela venait, soit cela ne venait pas et il passait alors à un autre poème.

Plus tard, en 1961, il explique : 

« J'ai rencontré Aragon dans son livre, dans sa poésie, au cœur même de ses mots. Je l'ai lu avec mes mains enchaînées au clavier et à ma voix. Entendons nous bien : cela n'est pas une formule, ni une image, mais l'expression d'une technique. Le vers d'Aragon est, en dehors de toute évocation, branché sur la musique (...) Derrière la porte des paroles d'Aragon, il y avait une musique, que j'ai trouvée, immédiatement. Et quand cela n'était pas immédiat, je tournais la page et passais à d'autres portes. J'ai mis Aragon en musique de la même façon que j'ai mis en musique Rutebeuf ... »

— Propos rapportés par Louis-Jean Calvet
.

### Sur les ondes et en disque
Le 15 janvier 1959, à la Radiodiffusion-télévision française (RTF), sur France III, dans l'émission radiophonique hebdomadaire Avant-premières produite par Jean Grunebaum et animée par Luc Bérimont, Léo Ferré annonce qu'il a mis en musique quinze chansons d'Aragon puis il chante Tu n'en reviendras pas,,. Finalement, dix chansons seulement composeront le disque Léo Ferré chante Aragon édité par Barclay en 1961. Ce disque fera découvrir Léo Ferré au public des lettres et inversement celui de la scène musicale écoutera Aragon.

### Reprises
- Marc Ogeret ; Michel Hermon ; Catherine Sauvage , et Barbara ont repris cette chanson, avec une orchestration différente.

### Hommage et ce qui s'ensuivit

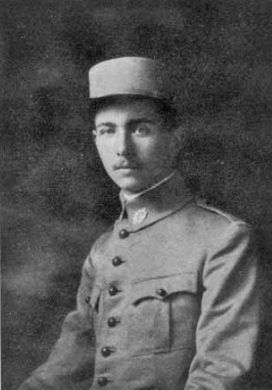
Louis Aragon en uniforme (1917-1919), date inconnue.

Le 6 août 1918, Louis Aragon participe à Couvrelles, dans l'Aisne, à une attaque meurtrière avec son bataillon ; parti soigner ses hommes, il est plusieurs fois enseveli sous les cadavres par une pluie d'obus . Il est déclaré mort le jour même - sa vareuse étant trouvée avec une de ses lettres. Quelques jours après, il vient rendre hommage à ses camarades au cimetière, aménagé à la hâte, et stupeur il voit une croix avec son nom. (De cet épisode de sa vie, il écrira trois poèmes parus dans le Roman inachevé).
La Croix de Guerre lui est décernée pour cet acte héroïque et il est cité à l'ordre de la division Après la guerre (il servit sous les drapeaux jusqu'en 1919) il renonce en 1922 à sa carrière de médecin pour devenir poète.